# جورج أليسون
جورج أليسون (بالإنجليزية: George Allison)‏، من مواليد ديسمبر 1883 في كاونتي دورهام في إنجلترا، وتوفي في 13 مارس 1957 في لندن في إنجلترا، مدرب كرة قدم إنجليزي سابق.
و قد درب نادي آرسنال منذ عام 1934 وحتى عام 1947.